# Riverwood, New South Wales
Riverwood este o suburbie în Sydney, Australia.